# Twisted Metal
Twisted Metal é uma série de combate veicular publicado pela Sony Computer Entertainment, e desenvolvido por várias empresas durante o seu mandato. A série começou no PlayStation em 1995 e atualmente conta com oito jogos. Esta na posição 162 na best-seller de franquias de jogos, vendendo mais de 7 milhões de cópias de Twisted Metal: Black na América do Norte sozinho, e pelo menos 15 milhões de cópias no total.
É a mais longa franquia exclusiva para PlayStation, com um total de 24 anos de funcionamento a partir de 1995, e a segunda mais longa sendo a série Gran Turismo, que já dura 14 anos. Sete jogos da série (incluindo Twisted Metal: Black Online) foram relançados como parte do programa Greatest Hits da Sony.

## Visão geral
No conceito, Twisted Metal se trata de um jogo de corrida e destruição, que permite o uso de projéteis balísticos, metralhadoras, minas e outros tipos de armas (até armas via satélite e nucleares!). Os jogadores escolhem um veículo e uma arena ou uma série de arenas no modo história para se engajar numa batalha contra os outros. Uma variedade de armas e upgrades são obtidos por pick-ups espalhados por todo o palco. O piloto que permanecer vivo é o vencedor. O vencedor então é levado até o anfitrião do torneio, que irá conceder ao competidor qualquer desejo.
O anfitrião deste jogo é uma pessoa que consegue, por meios misteriosos, entortar a realidade ao conceder o desejo do vencedor do campeonato, no entanto, a frase "tome cuidado com o que deseja" se encaixa bem nessa série de jogos. Quase todos os competidores vencedores acabam tendo um final "não-tão-feliz", devido à misteriosa habilidade do anfitrião em torcer as palavras dos pedidos, muitas vezes tornando-as uma armadilha mortal, transformando as palavras de um jeito literal, ou em trocadilhos. Os jogos da série geralmente contêm uma dose saudável de humor negro. Atualmente, a série vem seguindo um rumo mais pesado e violento, deixando de lado algumas referências dos jogos tradicionais, como já foi feito em Twisted Metal: Black.

## Enredo
Embora cada jogo tenha sua própria história, todos eles giram em torno de "Twisted Metal": um torneio de combate veicular agendado a cada ano. O anfitrião é um homem chamado "Calypso" (no entanto, no quarto capítulo da série, o anfitrião que assume seu lugar é Sweet Tooth, em Small Brawl quem assume o lugar de Sweet Tooth é Bily Calypso). O objetivo geral do torneio é destruir todos os adversários, além de seus veículos, projetados pelo anfitrião. Não é mencionado ao certo a data dos acontecimentos no enredo, e geralmente alguns fatos se contradizem com outros.
Tudo começou em Los Angeles, quando um homem estranho chamado Calypso apareceu na televisão em todos os canais, anunciando seu torneio chamado de Twisted Metal, aonde quem alcançasse a vitória poderia pedir a ele qualquer desejo, entre o fácil e o raro ou entre o possível e o impossível.

## Personagens recorrentes

### Calypso
Antes de criar o torneio Twisted Metal, Calypso era apenas um homem normal. Ele era um homem de família, com filha e mulher (seu nome também era diferente Michel Tunder
). Ele levava uma vida normal, não diferente de qualquer outro cidadão, até que numa noite o mesmo se envolveu num acidente, o qual bateu seu carro violentamente em uma parede de tijolos. Este acidente de carro acabou matando a esposa e a filha de Calypso (que mais tarde revelou-se ser Krista Sparks, motorista do carro Gafanhoto (Grasshopper); a partir dela, podemos deduzir que no nome original de Calypso, tenha algo a ver com Sparks). Calypso sobreviveu, mas sofreu graves queimaduras, tendo o rosto totalmente desfigurado pelas chamas. Durante este tempo, surgem pistas de que Calypso fez (ou sofreu) algo que o deixou poderoso, o que poderia ser:
1. Um pacto (referência direta à Mr. Grimm, Mr. Ash ou Minion), com intuito de voltar à vida, em troca de almas.
2. Por meio de um pacto ou não, ter adquirido seu conhecido anel (que lhe fornece poderes envolvendo desejos). Algumas explicações e histórias sugerem que este poder pode ter sido roubado de um demônio, provavelmente de Minion, que mais tarde concorre ao torneio a fim de recuperá-lo.

Dois anos após o seu desaparecimento, quando foi dado como morto, ele ressurge, com seu nome alterado para Calypso, possuindo um poder misterioso que lhe permite conceder desejos. Calypso então inicia o Twisted Metal, e por dez anos continuou a executar o concurso.

### Sweet Tooth
Needles Kane, mais conhecido como Sweet Tooth, é o personagem mascote da série Twisted Metal, estando presente em todos os jogos já lançados. Seu nome verdadeiro é Marcus Kane e sofre de dupla personalidade, problemas mentais, e com isso chega a ser considerado um psicopata. Kane morou numa cidade afastada de tudo, uma cidade totalmente sem vida. Todos os dias, ele observava o ´´circo`` Twisted Metal passar por lá, e viu que se tratava de um torneio envolvendo veículos, onde só um participante sobrevive no fim. Naquele dia comum aos outros, Kane decidiu entrar no Twisted Metal, trajando um vestido de palhaço. Apesar de ser um novato na competição, Needles Kane demonstrou grande aptidão na batalha, e quando Calypso partiu para a outra cidade, levou-o consigo.

### Mr. Grimm
Mr. Grimm é um ceifador de almas que pilota sua motocicleta. No primeiro jogo, ele entrou no torneio para buscar a alma de Calypso; no segundo, causar pessoas se matarem para satisfazer seu vício; e no Head-On, se tornar humano novamente. Em Twisted Metal: Black, Mr. Grimm era um soldado da guerra do Vietnã junto de seu amigo Benny até que um dia foram capturados por um soldado vietnamita e jogados a um buraco profundo de 25 pés. Benny, que foi baleado, acaba morrendo depois de alguns dias e o soldado vietnamita joga uma faca para Grimm devorá-lo. Ele usa o crânio de Benny como seu capacete. Depois que ele foi resgatado por suas tropas, ele matou seus companheiros porque se recusava a remover o crânio do seu amigo e foi preso no Asilo Blackfield por 30 anos até que Calypso apareceu o convidando para participar do seu torneio em Midtown prometendo a ele vingança contra aquele que destruiu a sua sanidade. 

### Billy Calypso
Billy Calypso aparece primeiramente no final de Calypso em Twisted Metal 4 após ele achar o anel que Sweet Tooth estava usando nos escombros. Após isso ele se torna anfitrião em Twisted Metal: Small Brawl interagindo com os antigos personagens reencarnados em forma de crianças no jogo.

## Jogos da série
| Título                                                                                  | Ano de Lançamento                                | Desenvolvedor                                                                 | Sistema                                             | Observações |
| --------------------------------------------------------------------------------------- | ------------------------------------------------ | ----------------------------------------------------------------------------- | --------------------------------------------------- | --- |
| Twisted Metal                                                                           | 1995 2013 (PlayStation Network) 2023 (PS4, PS5)  | SingleTrac                                                                    | PlayStation                                         | |
| Twisted Metal 2 (Twisted Metal 2: World Tour na Europa)                                 | 1996 2007 (PlayStation Network) 2023 (PS4, PS5)  | SingleTrac                                                                    | PlayStation, Microsoft Windows, PlayStation Network | |
| Twisted Metal III                                                                       | 1998 2025 (PS4, PS5)                             | 989 Studios                                                                   | PlayStation                                         | |
| Twisted Metal 4                                                                         | 1999 2025 (PS4, PS5)                             | 989 Studios                                                                   | PlayStation                                         | |
| Twisted Metal: Black                                                                    | 2001                                             | Incognito Entertainment                                                       | PlayStation 2                                       | Em 2002, foi lançado Twisted Metal Black Online, uma versão online do jogo que era enviada aos consumidores que mandavam um cartão que vinha junto com o adaptador online. Posteriormente vinha incluído com o jogo presente na linha Greatest Hits.                                                        |
| Twisted Metal: Small Brawl                                                              | 2001                                             | Incognito Entertainment                                                       | PlayStation                                         | |
| Twisted Metal: Head-On (Twisted Metal: Head-On: Extra Twisted Edition no PlayStation 2) | 2005 (PlayStation Portable) 2008 (PlayStation 2) | Incognito Entertainment (PlayStation Portable) Eat Sleep Play (PlayStation 2) | PlayStation Portable, PlayStation 2                 | Em 2008, foi relançado para o PlayStation 2 contendo conteúdos extras e o o modo Lost, a sequência cancelada de Twisted Metal: Black chamada Twisted Metal: Harbor City. |
| Twisted Metal                                                                           | 2012                                             | Eat Sleep Play                                                                | PlayStation 3                                       | |
| Twisted Metal: Black (Remasterizado)                                                    | 2015                                             | SCE Worldwide Studios                                                         | PlayStation 4                                       | No final de 2015, foi confirmado o jogo Twisted Metal: Black para a plataforma de PlayStation 4 junto com outros clássicos de PlayStation 2 que também foram remasterizados, e os jogadores podem encontrar tanto esse jogo como os outros que vieram na própria loja do PlayStation 4 a Playstation Store. |

## Adaptações
Em fevereiro de 2012, foi anunciado que a Sony Pictures Entertainment estava trazendo o Twisted Metal para o cinema ao contratar Crank, Crank: High Voltage, Gamer e Motoqueiro Fantasma: Espirit de Vingança, Brian Taylor para escrever e dirigir o filme. Em setembro de 2017, Brian Taylor confirmou que a Sony tinha passado o filme de Twisted Metal, sentindo que a fanbase da série não garante o orçamento mais alto que custaria para realizar o filme.
Durante a CES 2022, a Sony confirmou que estava sendo produzida uma série de TV do Twisted Metal,  e 1 ano depois, a série estreou no Peacock, plataforma de streaming exclusiva dos Estados Unidos, no dia 27 de Junho de 2023. Ela é protagonizada por Anthony Mackie e Stephanie Beatriz. Uma segunda temporada foi lançada no dia 31 de julho de 2025.
A série chegou ao Brasil no dia 1º de outubro do mesmo ano e a segunda temporada no dia 10 de agosto de 2025 através da HBO Max.

## Remasterização
No final do ano de 2015 foi confirmada a remasterização do jogo "Twisted Metal: Black" para a plataforma PlayStation 4 com gráficos de 1080p. Atualmente, o jogo se encontra disponível na PlayStation Store (a própria loja da plataforma).